# Hopfgarten (Schwalmtal)
Hopfgarten ist ein Ortsteil der Gemeinde Schwalmtal im mittelhessischen Vogelsbergkreis.

## Ortsgeschichte

### Mittelalter
Der Ort wird erstmals im Jahr 812 als Warta in der Markbeschreibung der Kirche zu Schlitz urkundlich erwähnt. Im fuldischen Kopiar aus der Zeit um 1160, dem Codex Eberhardi, werden Breitenbach und Hopfgarten genannt.
1270 erscheint ein „Rupertus plebanus de Hofgarden“ in einer Urkunde. Zu Beginn des 14. Jahrhunderts kommt es zu einer Differenzierung im Ortsnamen: „Hoppengarten inferius“. (das niedere Hopfgarten) Das Kopiar, in dem diese Textstelle zu finden ist, stammt aus der Zeit zwischen 1400 und 1425.
Die örtliche Gerichtsbarkeit wurde unter der Dorflinde ausgeübt. 1323 ging das Gericht Hopfgarten von den Altenburgern an die Herren von Romrod. In einer Urkunde von 1351 wird das Gericht zu Hopfgarten erwähnt: „... daz gerichte czuo Hophgartin .. czu Onirnhophgartin ...“
1393 wurde es an die Landgrafen von Hessen verkauft.
Im 15. Jahrhundert wird ein Hofgut zu Hopfgarten erwähnt. 1574, also schon in der Neuzeit heißt es in einem Salbuch „Hopffgarten.“
Die Namenskunde deutet den Ortsnamen als „Siedlung am Hopfengarten“.

### Neuzeit
Die Statistisch-topographisch-historische Beschreibung des Großherzogthums Hessen berichtet 1830 über Hopfgarten:

„Hopfgarten (L. Bez. Alsfeld) evangel. Pfarrdorf; liegt 1 St. von Alsfeld, hat 57 Häuser und 292 evangel. Einwohner, so wie 2 Höfe und 1 Mühle. – Der Ort hieß früher Hohenwarta, und gehörte zur Burg Romrod. Im Jahr 1358 verkaufte Agnes von Westerburg, eine Romrodische Erbtochter, ihren Theil der Burg Romrod, wozu auch das Gericht Hopfgarten ganz gehörte, an die Landgrafen Heinrich und Otto. In kirchlicher Hinsicht gehörte Hopfgarten zu Alsfeld.“

Im Zuge der Gebietsreform in Hessen bildet Hopfgarten zusammen mit weiteren acht zuvor selbständigen Ortschaften seit dem 31. Dezember 1971 die Gemeinde Schwalmtal.

### Verwaltungsgeschichte im Überblick
Die folgende Liste zeigt die Staaten und Verwaltungseinheiten, denen Hopfgarten angehört(e):

- vor 1567: Heiliges Römisches Reich, Landgrafschaft Hessen, Amt Romrod
- ab 1567: Heiliges Römisches Reich, Landgrafschaft Hessen-Marburg, Amt Romrod[14]
- 1604–1648: Heiliges Römisches Reich, strittig zwischen Landgrafschaft Hessen-Darmstadt und Landgrafschaft Hessen-Kassel (Hessenkrieg)
- ab 1604: Heiliges Römisches Reich, Landgrafschaft Hessen-Darmstadt, Oberfürstentum Hessen, Oberamt Alsfeld, Amt Romrod
- ab 1806: Großherzogtum Hessen,[Anm. 2] Fürstentum Oberhessen, Oberamt Alsfeld, Amt Romrod[15][16]
- ab 1815: Großherzogtum Hessen, Provinz Oberhessen, Amt Romrod[17]
- ab 1821: Großherzogtum Hessen, Provinz Oberhessen, Landratsbezirk Romrod[18][Anm. 3]
- ab 1829: Großherzogtum Hessen, Provinz Oberhessen, Landratsbezirk Alsfeld (Amtssitzverlegung)
- ab 1832: Großherzogtum Hessen, Provinz Oberhessen, Kreis Alsfeld
- ab 1848: Großherzogtum Hessen, Regierungsbezirk Alsfeld
- ab 1852: Großherzogtum Hessen, Provinz Oberhessen, Kreis Alsfeld
- ab 1867: Norddeutscher Bund,[Anm. 4] Großherzogtum Hessen, Provinz Oberhessen, Kreis Alsfeld
- ab 1871: Deutsches Reich, Großherzogtum Hessen, Provinz Oberhessen, Kreis Alsfeld
- ab 1918: Deutsches Reich (Weimarer Republik), Volksstaat Hessen, Provinz Oberhessen, Kreis Alsfeld
- ab 1938: Deutsches Reich, Volksstaat Hessen, Landkreis Alsfeld[19][Anm. 5]
- ab 1945: Amerikanische Besatzungszone,[Anm. 6] Groß-Hessen, Regierungsbezirk Darmstadt, Landkreis Alsfeld
- ab 1946: Amerikanische Besatzungszone, Hessen, Landkreis Alsfeld
- ab 1949: Bundesrepublik Deutschland, Hessen, Regierungsbezirk Darmstadt, Landkreis Alsfeld
- ab 1972: Bundesrepublik Deutschland, Hessen, Regierungsbezirk Darmstadt, Vogelsbergkreis, Gemeinde Schwalmtal
- ab 1981: Bundesrepublik Deutschland, Hessen, Regierungsbezirk Gießen, Vogelsbergkreis, Gemeinde Schwalmtal

### Gerichtszugehörigkeit seit 1803
In der Landgrafschaft Hessen-Darmstadt wurde mit Ausführungsverordnung vom 9. Dezember 1803 das Gerichtswesen neu organisiert. Für das Fürstentum Oberhessen (ab 1815 Provinz Oberhessen) wurde das „Hofgericht Gießen“ eingerichtet. Es war für normale bürgerliche Streitsachen Gericht der zweiten Instanz, für standesherrliche Familienrechtssachen und Kriminalfälle die erste Instanz. Übergeordnet war das Oberappellationsgericht Darmstadt. Die Rechtsprechung der ersten Instanz wurde durch die Ämter bzw. Standesherren vorgenommen und somit für Hopfgarten durch das Amt Romrod. Nach der Gründung des Großherzogtums Hessen 1806 wurden die Aufgaben der ersten Instanz 1821 im Rahmen der Trennung von Rechtsprechung und Verwaltung auf die neu geschaffenen Landgerichte übertragen. „Landgericht Alsfeld“ war daher von 1821 bis 1879 die Bezeichnung für das erstinstanzliche Gericht in Alsfeld, das heutige Amtsgericht, das für Hopfgarten zuständig war.
Anlässlich der Einführung des Gerichtsverfassungsgesetzes mit Wirkung vom 1. Oktober 1879, infolge derer die bisherigen großherzoglichen Landgerichte durch Amtsgerichte an gleicher Stelle ersetzt wurden, während die neu geschaffenen Landgerichte nun als Obergerichte fungierten, kam es zur Umbenennung in Amtsgericht Alsfeld und Zuteilung zum Bezirk des Landgerichts Gießen.

## Bevölkerung

### Einwohnerstruktur 2011
Nach den Erhebungen des Zensus 2011 lebten am Stichtag dem 9. Mai 2011 in Hopfgarten 291 Einwohner. Darunter waren 9 (3,1 %) Ausländer. Nach dem Lebensalter waren 33 Einwohner unter 18 Jahren, 126 zwischen 18 und 49, 78 zwischen 50 und 64 und 54 Einwohner waren älter. Die Einwohner lebten in 99 Haushalten. Davon waren 30 Singlehaushalte, 33 Paare ohne Kinder und 30 Paare mit Kindern, sowie 3 Alleinerziehende und 3 Wohngemeinschaften. In 27 Haushalten lebten ausschließlich Senioren und in 60 Haushaltungen lebten keine Senioren.

### Einwohnerentwicklung
| • 1806: | 204 Einwohner, 40 Häuser |
| • 1829: | 292 Einwohner, 57 Häuser |
| • 1867: | 312 Einwohner, 49 Häuser |

| Hopfgarten: Einwohnerzahlen von 1791 bis 2015 | Hopfgarten: Einwohnerzahlen von 1791 bis 2015 | Hopfgarten: Einwohnerzahlen von 1791 bis 2015 | Hopfgarten: Einwohnerzahlen von 1791 bis 2015 | Hopfgarten: Einwohnerzahlen von 1791 bis 2015 |
| --- | --------------------------------------------- | --------------------------------------------- | --------------------------------------------- | --------------------------------------------- |
| Jahr |                                               |                                               |                                               | Einwohner                                     |
| 1791 | 1791                                          |                                               | 233                                           | 233                                           |
| 1800 | 1800                                          |                                               | 242                                           | 242                                           |
| 1806 | 1806                                          |                                               | 204                                           | 204                                           |
| 1829 | 1829                                          |                                               | 292                                           | 292                                           |
| 1834 | 1834                                          |                                               | 306                                           | 306                                           |
| 1840 | 1840                                          |                                               | 304                                           | 304                                           |
| 1846 | 1846                                          |                                               | 324                                           | 324                                           |
| 1852 | 1852                                          |                                               | 298                                           | 298                                           |
| 1858 | 1858                                          |                                               | 311                                           | 311                                           |
| 1864 | 1864                                          |                                               | 308                                           | 308                                           |
| 1871 | 1871                                          |                                               | 323                                           | 323                                           |
| 1875 | 1875                                          |                                               | 309                                           | 309                                           |
| 1885 | 1885                                          |                                               | 328                                           | 328                                           |
| 1895 | 1895                                          |                                               | 326                                           | 326                                           |
| 1905 | 1905                                          |                                               | 315                                           | 315                                           |
| 1910 | 1910                                          |                                               | 328                                           | 328                                           |
| 1925 | 1925                                          |                                               | 317                                           | 317                                           |
| 1939 | 1939                                          |                                               | 358                                           | 358                                           |
| 1946 | 1946                                          |                                               | 526                                           | 526                                           |
| 1950 | 1950                                          |                                               | 495                                           | 495                                           |
| 1956 | 1956                                          |                                               | 423                                           | 423                                           |
| 1961 | 1961                                          |                                               | 397                                           | 397                                           |
| 1967 | 1967                                          |                                               | 376                                           | 376                                           |
| 1970 | 1970                                          |                                               | 376                                           | 376                                           |
| 1980 | 1980                                          |                                               | ?                                             | ?                                             |
| 1990 | 1990                                          |                                               | ?                                             | ?                                             |
| 2000 | 2000                                          |                                               | ?                                             | ?                                             |
| 2005 | 2005                                          |                                               | 298                                           | 298                                           |
| 2010 | 2010                                          |                                               | 284                                           | 284                                           |
| 2011 | 2011                                          |                                               | 291                                           | 291                                           |
| 2015 | 2015                                          |                                               | 271                                           | 271                                           |
| Datenquelle: Historisches Gemeindeverzeichnis für Hessen: Die Bevölkerung der Gemeinden 1834 bis 1967. Wiesbaden: Hessisches Statistisches Landesamt, 1968. Weitere Quellen: LAGIS; 1791; 1800; Gemeinde Schwalmtal (aus Webarchiv):; Zensus 2011 |                                               |                                               |                                               |                                               |

### Historische Religionszugehörigkeit
| • 1829: | 292 evangelische (= 100 %) Einwohner                               |
| • 1961: | 344 evangelische (= 86,65 %), 46 katholische (= 11,59 %) Einwohner |

## Politik
Ortsvorsteherin ist Anette Steuernagel.

## Kultur und Sehenswürdigkeiten
- 1734 wurde die Kapelle, die von dem ursprünglichen Kloster auf der Höhe übrig geblieben war, zur heutigen Kirche ausgebaut. Der dort vorhandene Taufstein zählt zu den ältesten Deutschlands.
- Die über 900 Jahre alte Zigeuner-Eiche, die vor dem Ort steht, dient vielen Malern als Motiv für Federzeichnungen und Aquarelle. Der Brusthöhenumfang beträgt 5,90 m (2014).[26]
- Dem Dorfgemeinschaftshaus, das aus dem ehemaligen Schulgebäude entstand, ist ein Feuerwehrhaus angegliedert.

## Persönlichkeiten
- Jost Karl Pfannstiel (1816 in Hopfgarten–1896), Abgeordneter der 2. Kammer der Landstände des Großherzogtums Hessen
- Horst Geisel (1933 in Hopfgarten–1985), Journalist und Politiker